# دهستان گلستان (فلاورجان)
دهستان گلستان نام دهستانی در بخش قهدریجان شهرستان فلاورجان، استان اصفهان در ایران است.

## جمعیت
براساس سرشماری مرکز آمار ایران در سال ۱۳۸۵، جمعیت آن ۱۲۴۳۱ نفر (۳۲۴۷ خانوار) بوده‌است.